# Arachniopsis pecten
Arachniopsis pecten là một loài Rêu trong họ Lepidoziaceae. Loài này được Spruce mô tả khoa học đầu tiên năm 1882.